# ميلتون (فلوريدا)
ميلتون (بالإنجليزية: Milton)‏ هي مدينة أمريكية تقع في ولاية فلوريدا. تبلغ مساحة هذه المدينة 11.8 (كم²)،ويبلغ عدد سكانها 7045 نسمة حسب إحصاء سنة 2010 م 7045.تشير إحصاءات سنة 2000م بأن الكثافة السكانية في هذه المدينة تقدر بـ(597) نسمة/كم2 

## أعلام
- راندي ألين
- كاسبر فان دين
- غريغ إيفرز
- إليجاه وليامز
- دانيال إيوينغ
- ريتشارد سي. مريديث
- جاكسون مورتون